# 't Winkel
 't Winkel is een buurtschap in de gemeente Tilburg in de Nederlandse provincie Noord-Brabant. Het ligt tussen Helvoirt en Udenhout, iets ten zuiden van Biezenmortel.

## Geschiedenis
Tot en met 31 december 2020 behoorde 't Winkel tot de gemeente Haaren die met een gemeentelijke herindeling werd opgeheven.